# Am Wasserturm/Thaerviertel

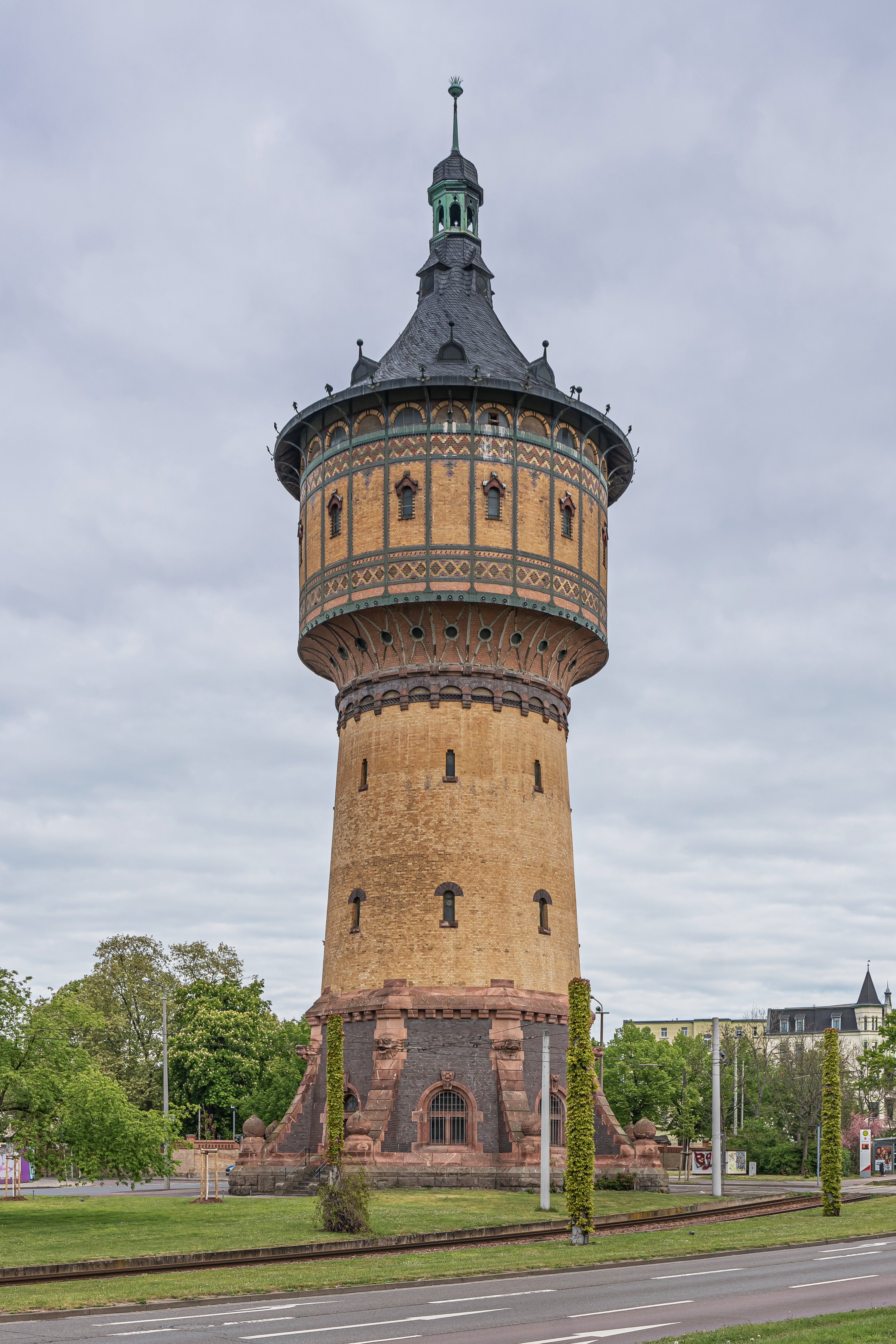
Wasserturm Nord

Am Wasserturm/Thaerviertel ist ein Stadtviertel des Stadtteils Halle im Stadtbezirk Nord der Stadt Halle (Saale)  in Sachsen-Anhalt, Deutschland.

## Lage
Das Stadtviertel erstreckt sich entlang der B6 und rund um den Wasserturm Nord. Es wird begrenzt durch die Paracelsusstraße, die Berliner Chaussee, die Liebigstraße und die Berliner Straße.

## Namensgebung
Seinen Namen verdankt das Stadtviertel einerseits dem 54 Meter hohen im Jahre 1898 erbauten Wasserturm Nord und andererseits dem Thaerviertel, einer einheitlich gestalteten Gartenstadt-Siedlung aus den 1910er Jahren, die nach Albrecht Daniel Thaer, dem Landwirtschaftsreformer und Begründer der Agrarwissenschaft, benannt wurde.

## Gebiet um den Wasserturm
Der Wasserturm stellt inmitten der Verkehrs- und Freiflächen des Rossplatzes eines der städtebaulichen Wahrzeichen Halles dar. Gründerzeit- und Jugendstilhäuser bilden einen Teil der westlichen Bebauung an der Paracelsusstraße. Die Gebäude der in den Jahren 1891/1892 erbauten ehemaligen Kaserne an der östlichen Straßenseite wurden zum Teil saniert und zum Teil abgebrochen. Auf dem Gelände entstand der Neubau der Außenstelle Halle der Deutschen Rentenversicherung Mitteldeutschland. Kennzeichnend für das Stadtviertel ist auch das Gelände der Universitätsklinik und Poliklinik für Psychiatrie, Psychotherapie und Psychosomatik an der Julius-Kühn-Straße und die große Grünfläche des Nordfriedhofes.

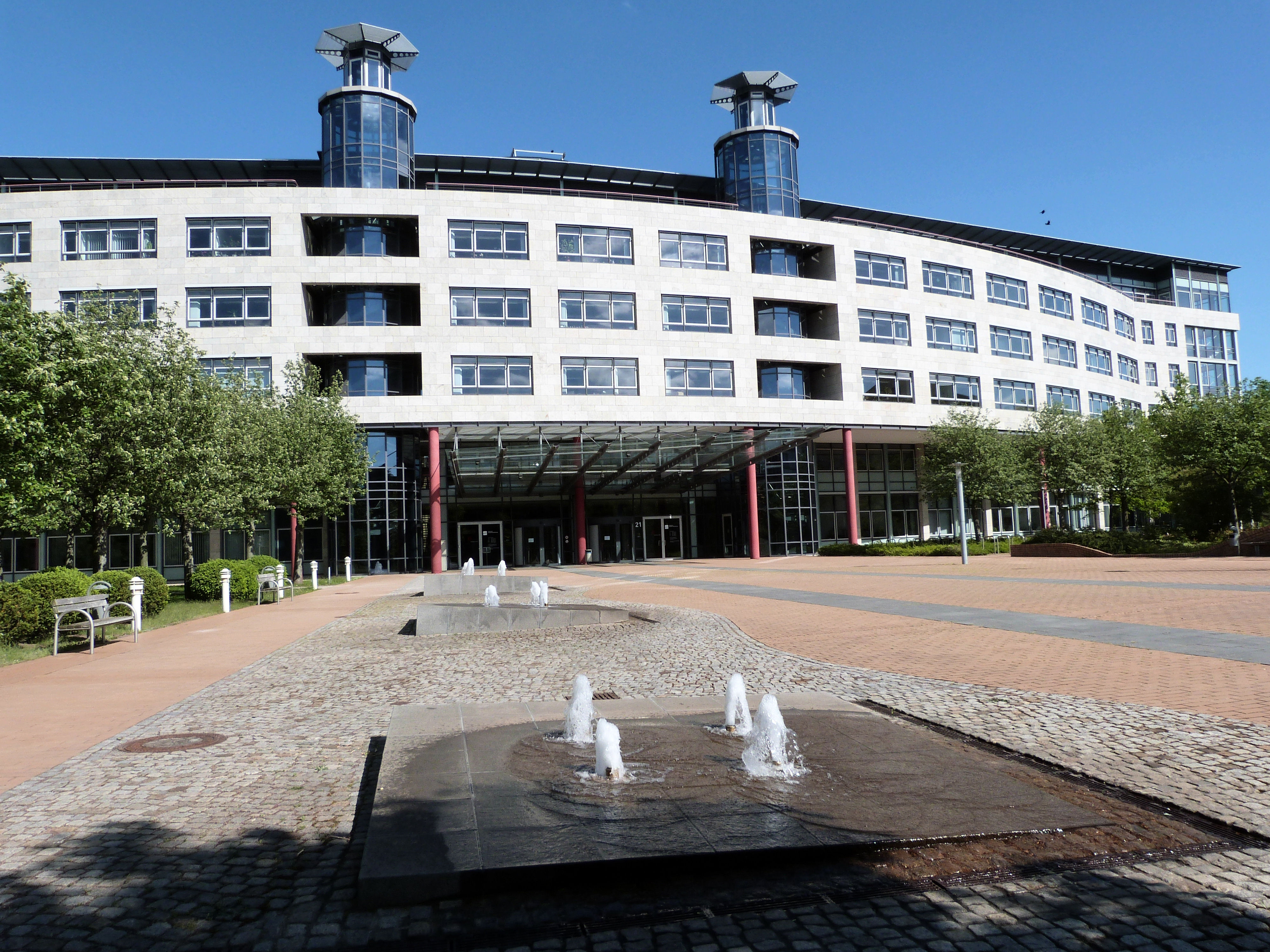
Deutsche Rentenversicherung Mitteldeutschland

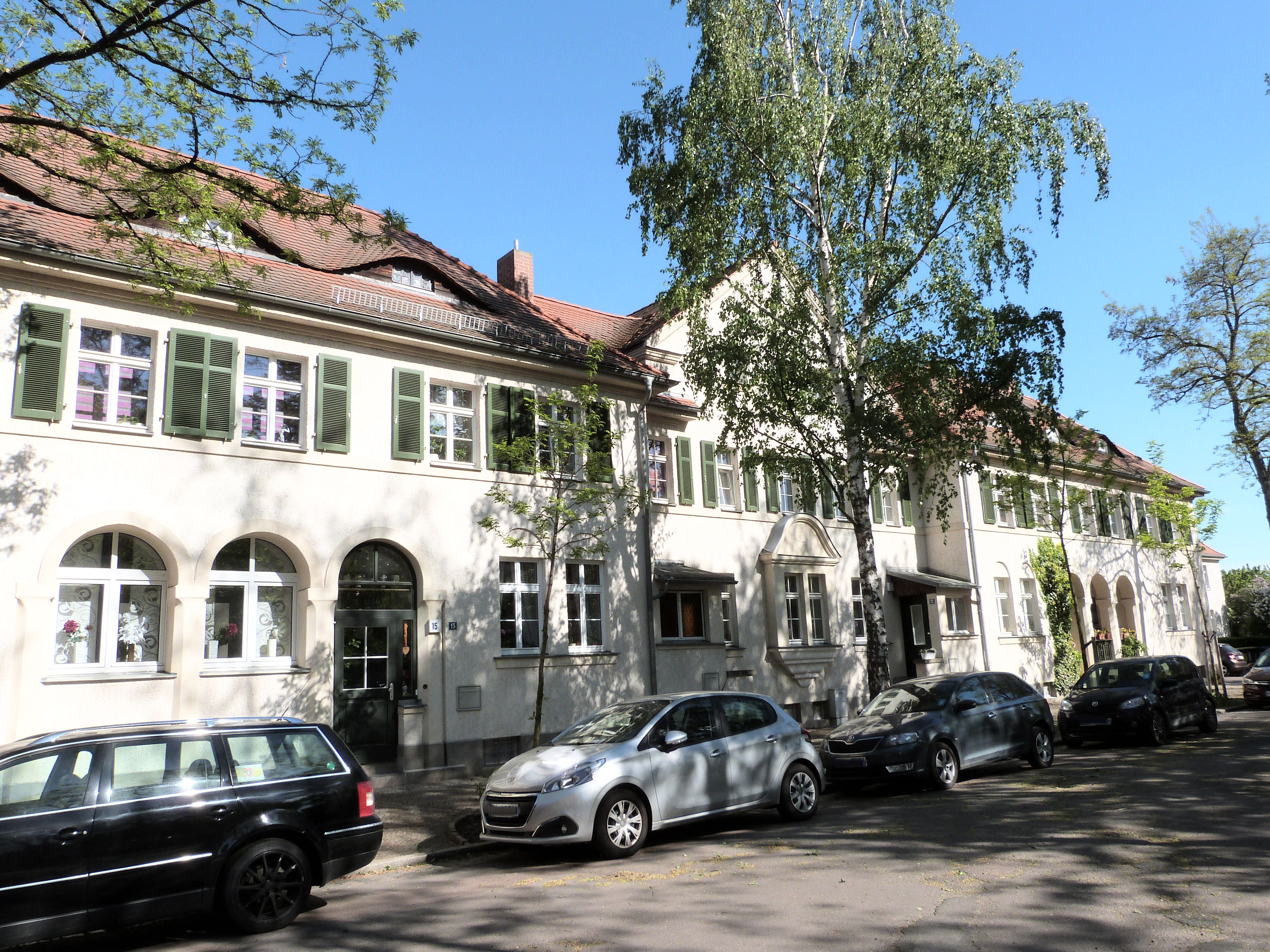
Im Thaerviertel

## Thaerviertel
Als „Gartenstadt am Mühlrain“ wurde das heutige Thaerviertel von Hermann Frede nach Vorbildern der süddeutschen Reformarchitektur 1913 entworfen und bis 1919 praktisch umgesetzt. Trotz des Kriegsausbruchs konnten die ersten Häuser bereits am 1. Oktober 1914 bezogen werden. Weitere Bauabschnitte folgten während der Kriegsjahre. Die als stark durchgrünte Siedlung entworfene Wohnanlage bestand nach ihrer Fertigstellung aus 92 ein- bis dreigeschossigen Putzbauten mit hohen Mansard- und Satteldächern, Zwerchhäusern und Loggien. Der geschlossene Charakter der architektonisch bemerkenswerten Siedlung ist trotz einiger architektonischer und dekorativer Verluste bis heute erhalten.

## Angrenzende Stadtteile
Angrenzende Stadtteile sind:
- Paulusviertel im Westen
- Freiimfelde/Kanenaer Weg im Osten und Süden
- Landrain und Frohe Zukunft im Norden